# Lukavec (Velika Gorica)
Lukavec falu Horvátországban Zágráb megyében. Közigazgatásilag Velika Goricához tartozik.

## Fekvése
Zágráb központjától 12 km-re délre, községközpontjától 5 km-re délnyugatra, a Túrmező síkságán, az Odra-Száva csatorna déli partján fekszik.

## Története
A település keletkezésének pontos ideje nem ismert, 1256-ban "caput Lukavez" alakban említik először.
1225-ben IV. Béla még szlavón hercegként a zágrábi várhoz tartozó egyes jobbágyokat nemesi rangra emelt, akik mentesültek a várispánok joghatósága alól és a zágrábi mező (Campi Zagrabiensis) nemeseinek közössége, azaz saját maguk által választott saját joghatóság (comes terrestris) alá kerültek. Az így megalakított Túrmezei Nemesi Kerülethez tartozott a település is, mely ekkor még két részből Dolnji (Alsó) és Gornji (Felső) Lukavecből állt. A kerületen belül e két külön település közigazgatásilag a Polje (Campus) járásának judikátusi székhelye volt. A gyakori török betörések után 1479-ben itt, Donji Lukavec mellett az azonos nevű patak partján fekvő mezőn építette fel várát a túrmezei nemesség, amely védelmi funkcióján kívül a nemesi kerület székhelye, értékeinek és főbb történeti dokumentumainak is őrző helye is lett. Ezt a szerepét egészen a török veszély elmúltáig, a 17. századig betöltötte. A nemesi kerület okiratait ezután Zágráb helyett már Lukavecből adták ki. Itt zajlottak a kerület gyűlései és itt történt az elöljárók megválasztása is.
Nehéz időszak volt a kerület életében amikor 1481-ben Lukavec vára Medvevár urainak, a Bradenburgiak, majd a Zrínyiek részleges irányítása alá került és csak 1553-ban tért vissza teljesen a kerület irányítása alá. Ennek az volt az előzménye, hogy a török elleni hatékonyabb védelem érdekében a nemesek laki Thúz Ivántól Medvevár urától 12 lövészt kértek erősítésül. Medvevár urai erre hivatkozva jogot formáltak a vár védelmének irányítására, sőt innen kiindulva a túrmezei nemesség kiváltságainak megnyirbálására, birtokainak megszerzésére törekedtek. Miután a nemesek a vár feletti rendelkezést visszaszerezték 1560-ban képviselőik a zágrábi káptalan előtt megújítva szövetségüket és írásba foglalva régi jogaikat kölcsönös segítség nyújtására kötelezték magukat. Az ekkor alkotott statútumot 1570-ben Draskovich János horvát bán is elismerte, majd 1582-ben Rudolf király megerősítette. A visszaszerzett vár azonban romos állapotú volt, így a kerület 1576-ban a régi helyén új várat épített fel, mely elődjéhez hasonlóan fából épült. Ennek helyén a mai is látható barokk várkastélyt csak 1755-ben építették, azonban ennek már védelmi funkciója nem volt.
A túrmezei kerület megszüntetése után a falut is a Zágráb vármegyéhez csatolták. 1857-ben 298, 1910-ben 487 lakosa volt. Trianon előtt Zágráb vármegye Nagygoricai járásához tartozott. 2001-ben a falunak 1119 lakosa volt.

## Lakosság
| Lakosság változása | Lakosság változása | Lakosság változása | Lakosság változása | Lakosság változása | Lakosság változása | Lakosság változása | Lakosság változása | Lakosság változása | Lakosság változása | Lakosság változása | Lakosság változása | Lakosság változása | Lakosság változása | Lakosság változása |
| ------------------ | ------------------ | ------------------ | ------------------ | ------------------ | ------------------ | ------------------ | ------------------ | ------------------ | ------------------ | ------------------ | ------------------ | ------------------ | ------------------ | ------------------ |
| 1857               | 1869               | 1880               | 1890               | 1900               | 1910               | 1921               | 1931               | 1948               | 1953               | 1961               | 1971               | 1981               | 1991               | 2001               |
| 298                | 351                | 350                | 408                | 433                | 487                | 462                | 572                | 640                | 673                | 674                | 772                | 909                | 1023               | 1119               |

## Nevezetességei
Lukavec várkastélya a falu keleti szélén, a Lukavec-patak mellett áll. Elődjét 1474 és 1479 között építette a túrmezei nemesség a török elleni védelem céljából. 1576-ban a romos régi vár helyén újabb várat építettek. A mai várkastély 1755-ben elsősorban már nem védelmi célra, hanem közösségi és lakóépületnek épült. Itt tartották a nemesi kerület gyűléseit, Szent Lúciának szentelt kápolnájában a gyűlésekhez kapcsolódó miséket celebráltak. A vár négyzetes alaprajzú, sarkait négyszögletes tornyokkal erősítették meg. A bejárat felett kaputorony emelkedik, melynek egykor barokk toronysisakja volt. A kapuzat felett a nemesi kerület két oroszlán által tartott címere látható. A címer körül a "INSIGNIA UNIVERSITATIS NOBILIUM CAMPI TUROPOLJA 1752." felirat található. A torony felső részén az ablak felett mind a négy oldalon a toronyóra helye látható. A vár minden részén látható lőrések arról tanúskodnak, hogy egy esetleges támadás kivédésére is alkalmassá tették. Ma is jól láthatók a vár körüli sáncok és árkok maradványai.